# Лытка (посёлок)
Лытка — посёлок в Афанасьевском районе Кировской области, расположен на реке Лытка. Административный центр Лыткинского сельского поселения.

## История
Село основано в 1905 году

## Улицы[3]
- ул. 40 лет Победы
- Лесная ул.
- ул. Мира
- Мирный пер.
- Молодёжная ул.
- Набережная ул.
- Октябрьская ул.
- Октябрьский пер.
- Первомайская ул.
- Севастопольская ул.
- Северная ул.
- Советская ул.
- Школьная ул.